# Panajachel

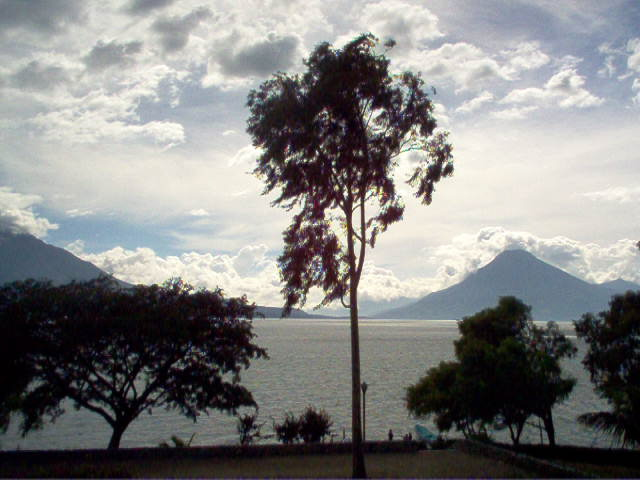
Lago Atitlan, junto a Panajachel.

Panajachel é uma cidade da Guatemala do departamento de Sololá.